# Хоум, Джордж, 1-й граф Данбар
Джо́рдж Хо́ум, 1-й граф Данба́р (англ. George Home, 1st Earl of Dunbar; ок. 1556 — 20 января 1611) — шотландский аристократ, приближённый короля Якова VI (в Англии Якова I), канцлер казначейства Англии (1603—1606).

## Биография
Джордж Хоум был третьим сыном сэра Александра Хоума и его супруги Джанет Хоум, дочери Джорджа Хоума из Спотта. 
В возрасте 26 лет, был представлен своим родственником Александром Хоумом ко двору 16-летнего короля Якова VI. Джордж стал приближённым короля и в 1589 году сопровождал короля в Данию, куда король отправился за своей невестой Анной Датской. 4 ноября 1590 года был посвящён в рыцари и его стали звать как Сэр Джордж Хоум из Примроноуза, но после смерти дяди он получил наследство и стал известен как сэр Джон Хоум из Спотта.
В 1601 году был назначен мастером королевского гардероба и в том же году получил должность лорда-казначея Шотландии. В 1603 году Яков VI стал королём Англии, как Яков I и Хоум в Англии был назначен канцлер казначейства Англии, заменив в этой должности Джона Фортескью. Хоум также стал членом Тайного совета и получил пожизненную должность хранителя Большого гардероба.
7 июня 1604 года был возведён в пэрство, получив титул барона Юм из Бервика. 3 июля 1605 года ему был пожалован титул графа Данбар. Хоум управлял Шотландией от имени короля, проводя там церковную политику, добившись принятия двух законов «о прерогативе королевского величества» и «о реституции имущества епископов» и был комиссаром церковного суда.
В 1607—1611 годах Хоум был лорд-лейтенантом Камберлендаа, Нортамберленда и Уэстоморлэнда, должности которых разделял с Фрэнсисом Клиффордом. Скончался 20 января 1611 года в Лондоне, его тело было отправлено в Шотландию и похоронено в Данбаре.